# Sergio Tejera
Sergio Tejera (Barcelona, 28 mei 1990) is een Spaans voetballer. De middenvelder speelt sinds juni 2024 bij Anorthosis Famagusta.

## Clubvoetbal
Tejera speelde in de jeugdopleiding van RCD Espanyol. Hij gold als hét talent van de tweede club van Barcelona, maar Espanyol raakte Tejera kwijt toen hij in 2006 een profcontract kon tekenen bij Chelsea FC. In Spanje mogen voetballers voor hun achttiende verjaardag geen profcontract tekenen, in Engeland wel. Hierdoor had eerder FC Barcelona twee toptalenten verloren aan Engelse topclubs: Francesc Fàbregas in 2003 aan Arsenal FC en Gerard Piqué in 2004 aan Manchester United. Chelsea FC diende voor Tejera een opleidingsvergoeding van 140.000 euro te betalen.   Maar verder dan 22 optredens bij het reserveteam, waarin hij eenmaal scoorde, kwam hij niet.
In januari 2009 werd Tejera voor de rest van het seizoen uitgeleend aan RCD Mallorca spelen. Hij kwam in het filiaal terecht, dat speelde in de Segunda División B, en scoorde één doelpunt uit veertien wedstrijden. Op 24 juli 2009 maakt hij zijn definitieve overgang naar de ploeg uit de Balearen.  Tijdens het seizoen 2009-2010 zou hij nog afwisselend spelen voor het filiaal en het eerste team, dat actief was in de Primera División.  Na zestien keer opgetreden te hebben in het eerste team, werd hij vanaf seizoen 2010-2011 volledig toebedeeld worden aan het eerste team met vijftien optredens tot gevolg.
Tijdens het seizoen 2012-2013 keerde hij terug naar reeksgenoot Espanyol. Hij zou één doelpunt scoren uit twaalf wedstrijden.  Toen hij tijdens de winterstop van het seizoen 2013-2014 nog geen enkele wedstrijd gespeeld had, werd hij tot het einde van het seizoen uitgeleend aan Deportivo Alavés.  Ook deze ploeg was actief op het hoogste Spaanse niveau.  Ook tijdens seizoen 2014-2015 zou hij uitgeleend worden aan hetzelfde team.
Tijdens seizoen 2015-2016 zakte hij af naar de Segunda División A en tekende een contract bij  Gimnàstic de Tarragona.  Hij speelde er drie seizoenen.
Op 11 juni 2018 tekende hij een tweejarig contract bij reeksgenoot Real Oviedo.  Hij zou uiteindelijk drie seizoenen blijven.
Op 2 juli 2021 tekende hij een tweejarig contract bij reeksgenoot FC Cartagena.   Hij zou onmiddellijk een basisplaats afdwingen en zijn debuut maken tijdens de 1-3 verloren wedstrijd tegen UD Almería.  Tijdens dit eerste seizoen zou hij in totaal drieëndertig wedstrijden spelen, maar hij kon zich nooit opdringen als de grote organizator.  De heenronde van het seizoen 2022-2023 verliep nog veel moeilijker en zou hij door blessureleed zeven wedstrijden afwezig zijn, waardoor hij maar twaalf wedstrijden speelde.  Ook tijdens die wedstrijden kon hij niet overtuigen en daarom werd zijn lopend contract in onderlinge toestemming ontbonden.  
Dezelfde dag tekende hij een contract bij Anorthosis Famagusta, een ploeg uit de Cypriotische A Divizion.  Hij zou daar verenigd worden met zijn voormalige coach van Gimnàstic, Xisco Muñoz.  De verwondering was dan ook groot toen deze coach een week later ontslagen werd.
Op 1 juni 2024 tekende hij voor reeksgenoot APOEL Nicosia, dat kampioen werd van het voorgaande seizoen 2023-2024.  

## Nationaal elftal
In augustus en september 2007 nam Tejera met Spanje deel aan het WK Onder-17 in Zuid-Korea. Spanje haalde de finale, maar verloor na strafschoppen van Nigeria.